# Saint-Laurent (Haute-Garonne)
Saint-Laurent is een gemeente in het Franse departement Haute-Garonne (regio Occitanie) en telt 157 inwoners (1999). De plaats maakt deel uit van het arrondissement Saint-Gaudens.

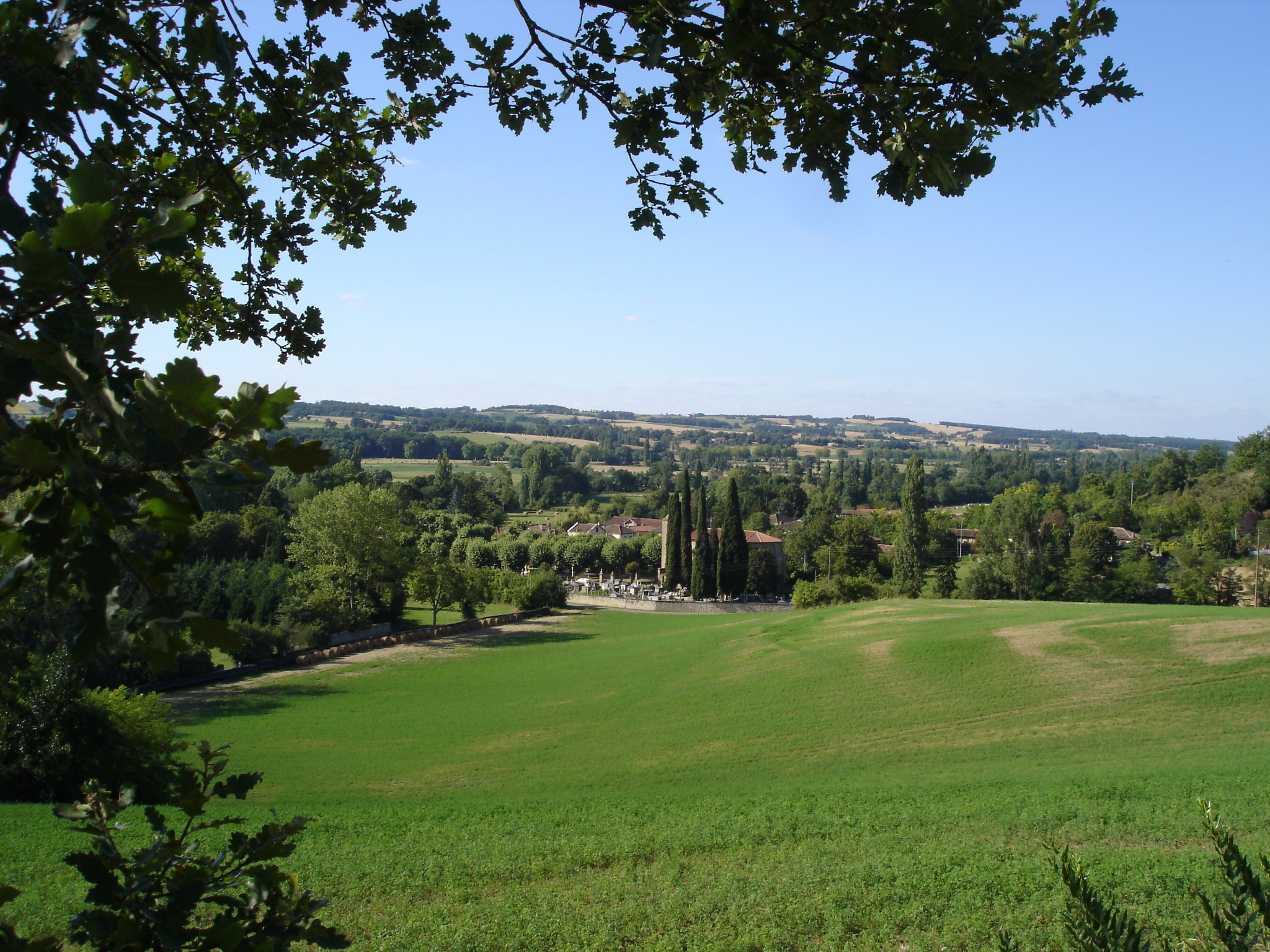
Saint-Laurent
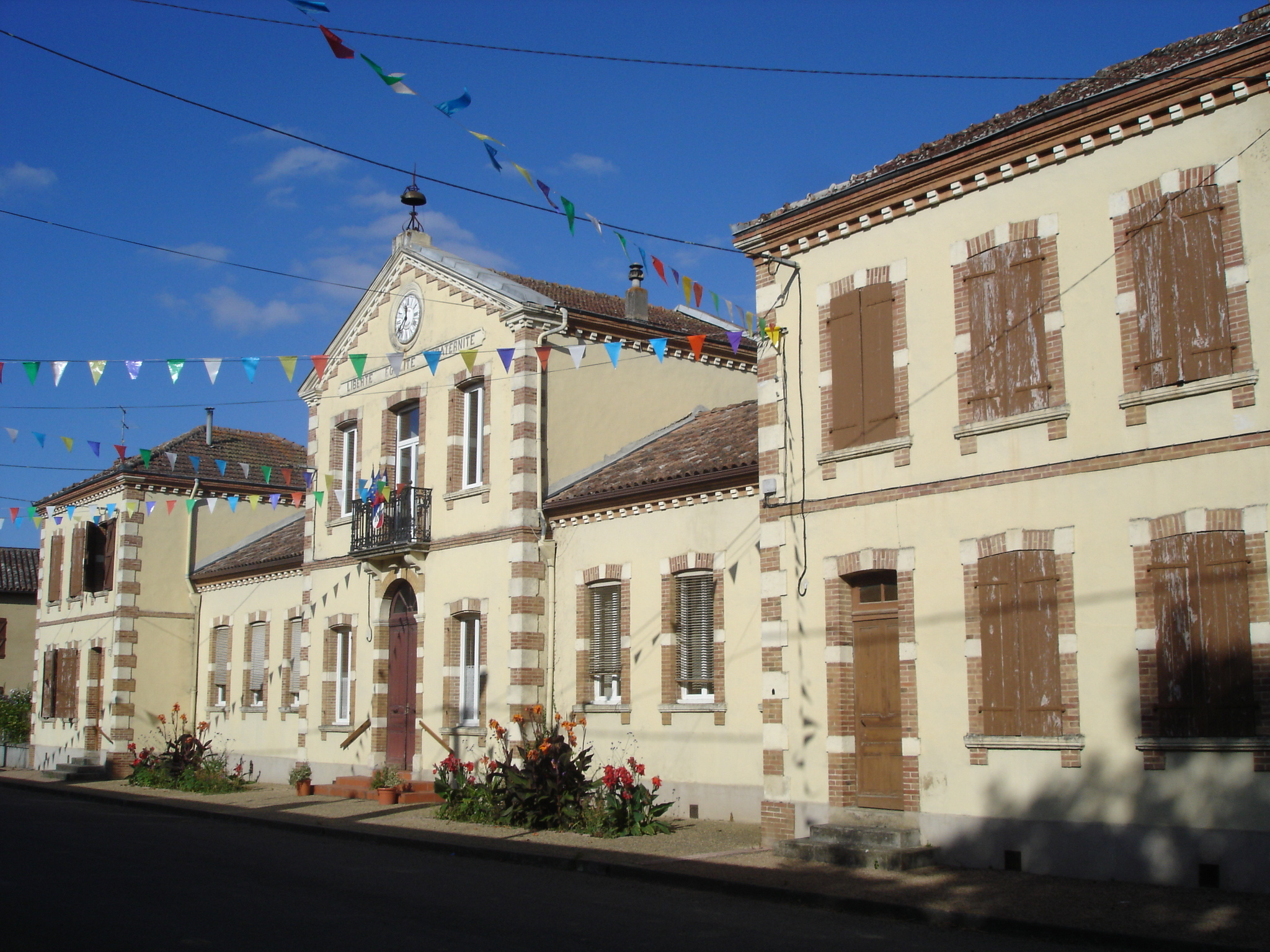
Gemeentehuis en school van Saint-Laurent
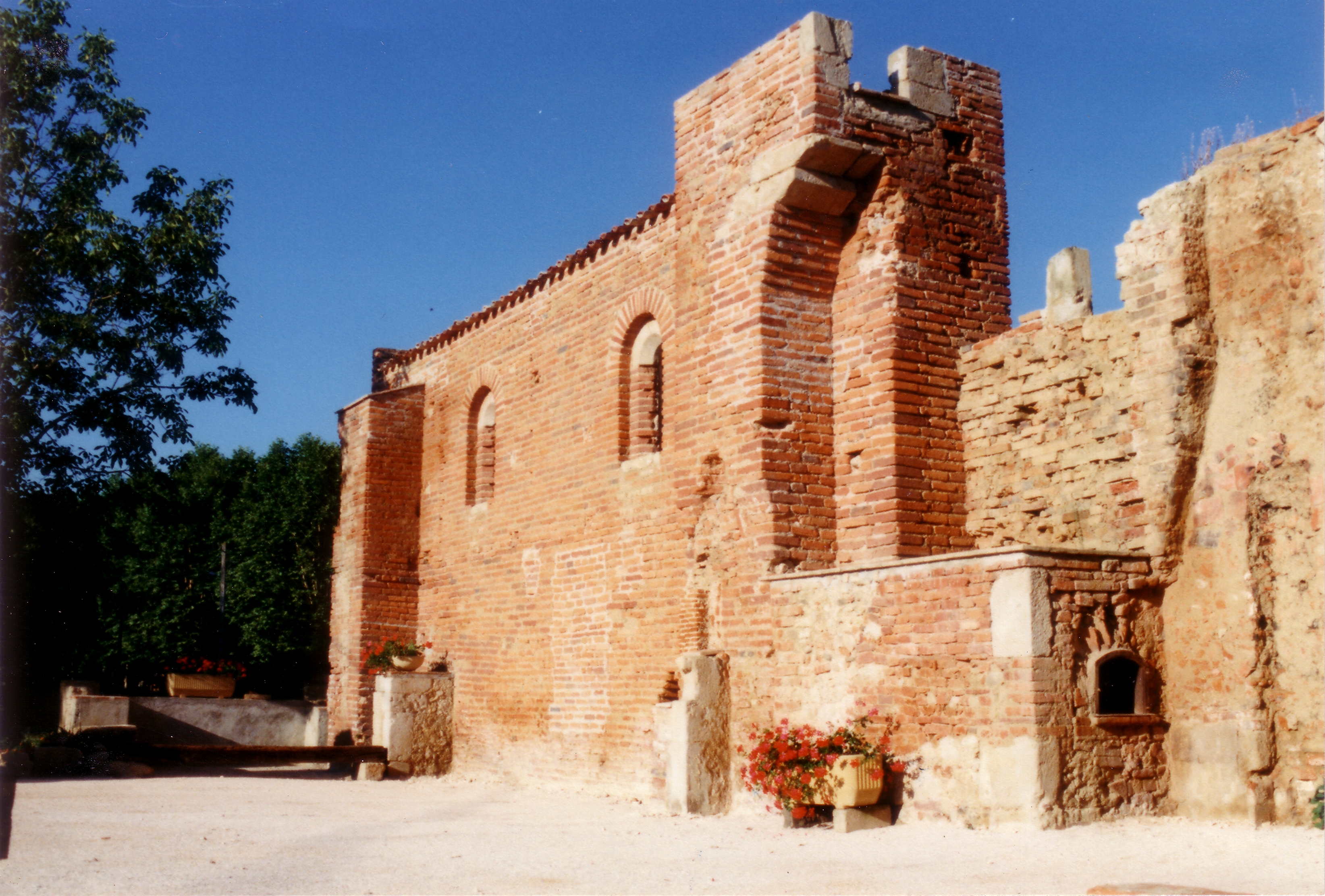
Klooster van Saint-Laurent
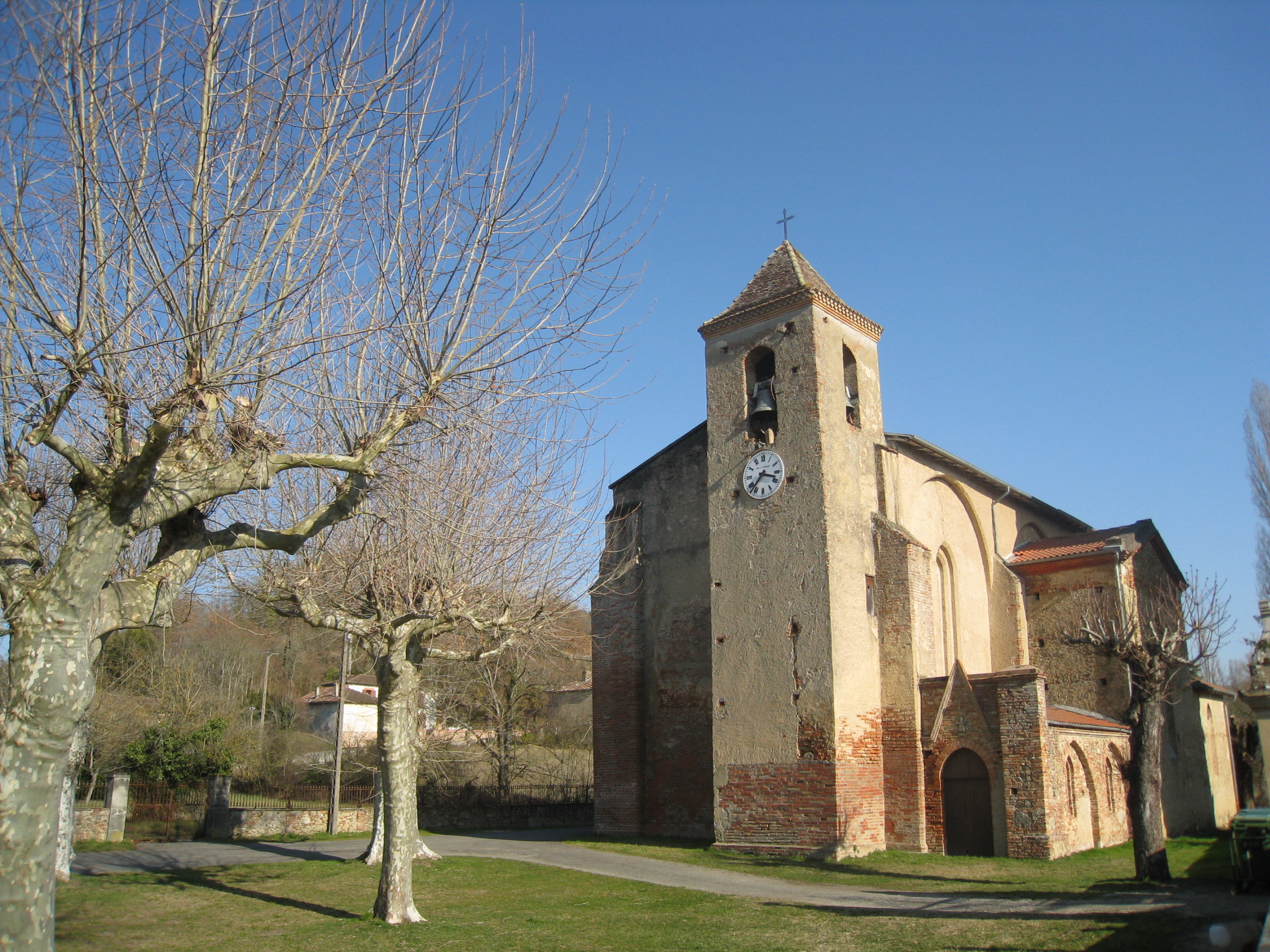
Kerk van Saint-Laurent

## Geografie
De oppervlakte van Saint-Laurent bedraagt 8,3 km², de bevolkingsdichtheid is 18,9 inwoners per km².
De onderstaande kaart toont de ligging van Saint-Laurent (Haute-Garonne) met de belangrijkste infrastructuur en aangrenzende gemeenten.

## Demografie
Onderstaande figuur toont het verloop van het inwonertal (bron: INSEE-tellingen).